# Museo de la Remolacha Azucarera
El MUREA (acrónimo de Museo de la Remolacha Azucarera), es un museo español que trata de este cultivo de forma monográfica. Está situado en el municipio de Alfambra (Aragón), a 26 kilómetros de Teruel, en la carretera Nacional 420.
Su instalación se realizó en un antiguo lavadero historicista, datado en 1926, y consta de tres secciones:
- Fondo permanente de aperos, maquinaria y transporte relacionados con la remolacha.
- Montajes que muestran semillas y la raíz de la planta.
- Centro de interpretación.
- Salón de actos con vídeo sobre el cultivo de la remolacha, de 25 minutos de duración.
- Plantero exterior con remolacha azucarera.

El proyecto museográfico es obra de Juan José Barragán.
En la actualidad, el MUREA ha sido nombrado "entidad colaboradora" con el Programa Europeo "Comenius", por dos años, en su convocatoria de 2007 a través de la Agencia Nacional Sócrates, de la U.E.
Visita previa cita concertada con el Ayuntamiento de Alfambra. Para más información véase su página web.